# Histoire de l'arme nucléaire

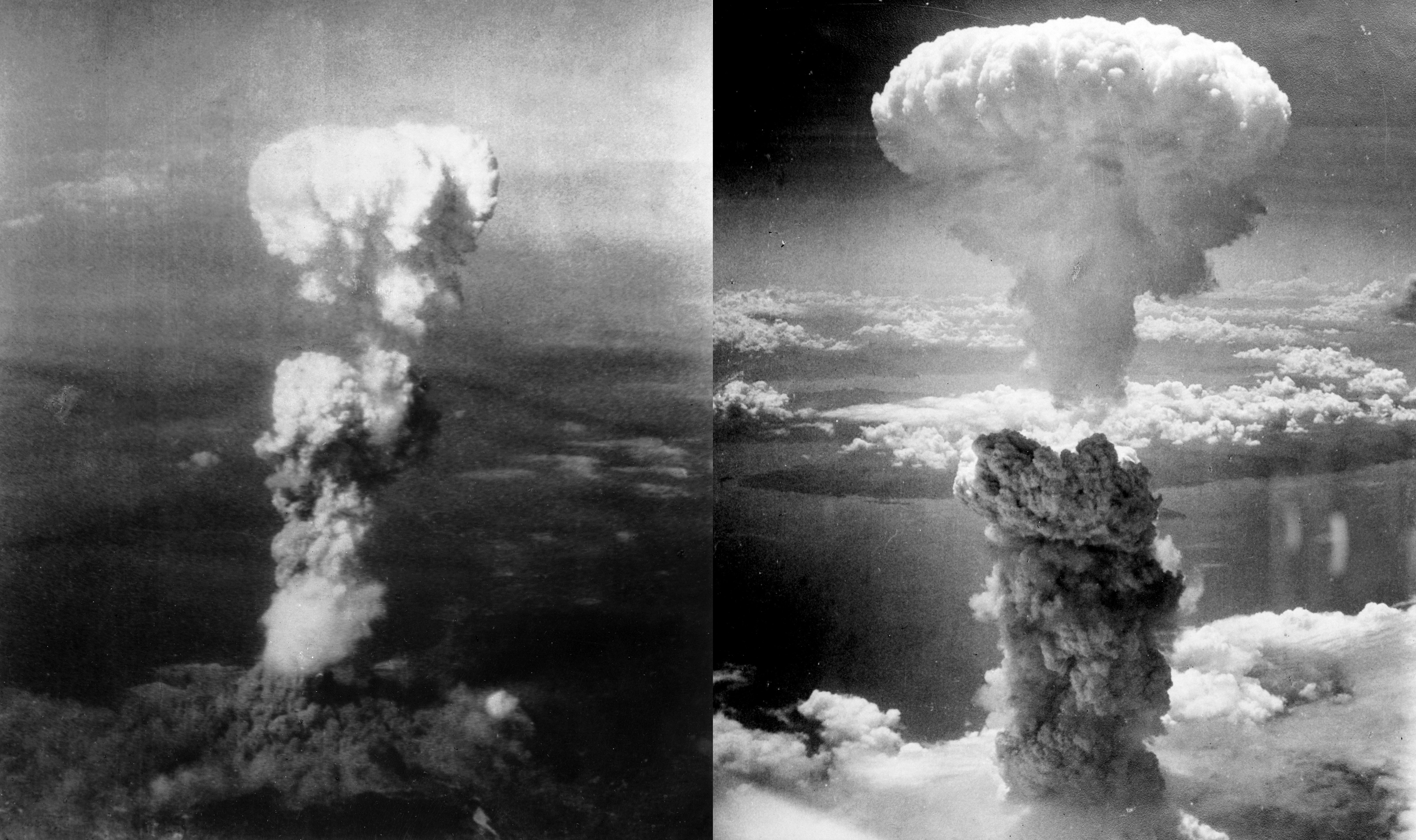
Champignons atomiques Hiroshima (à gauche) et Nagasaki (à droite).

L’histoire de l’arme nucléaire débute par le développement de l'arme nucléaire dans le cadre du projet Manhattan pendant la Seconde Guerre mondiale, puis se poursuit par la course aux armements nucléaires pendant la guerre froide, et aboutit actuellement à une période de désarmement nucléaire dans le cadre de négociations internationales.
Le caractère redoutable d'une explosion atomique en fait une arme de dissuasion, servant à un usage politique, et non d'emploi militaire. Les deux bombardements atomiques d'Hiroshima et Nagasaki par les États-Unis ont suffi, par leurs effets, à faire basculer le monde – la géopolitique aussi bien que la philosophie ou l'art – dans l'ère nucléaire. Par la suite, il a été mis en service près de 100 000 têtes nucléaires, alors que deux seulement ont été historiquement employées opérationnellement sur Hiroshima et Nagasaki, ce qui en fait à ce jour l'arme la moins employée opérationnellement (0,002 %) de l'histoire de l'humanité.

## Préambule

### Hiroshima et Nagasaki

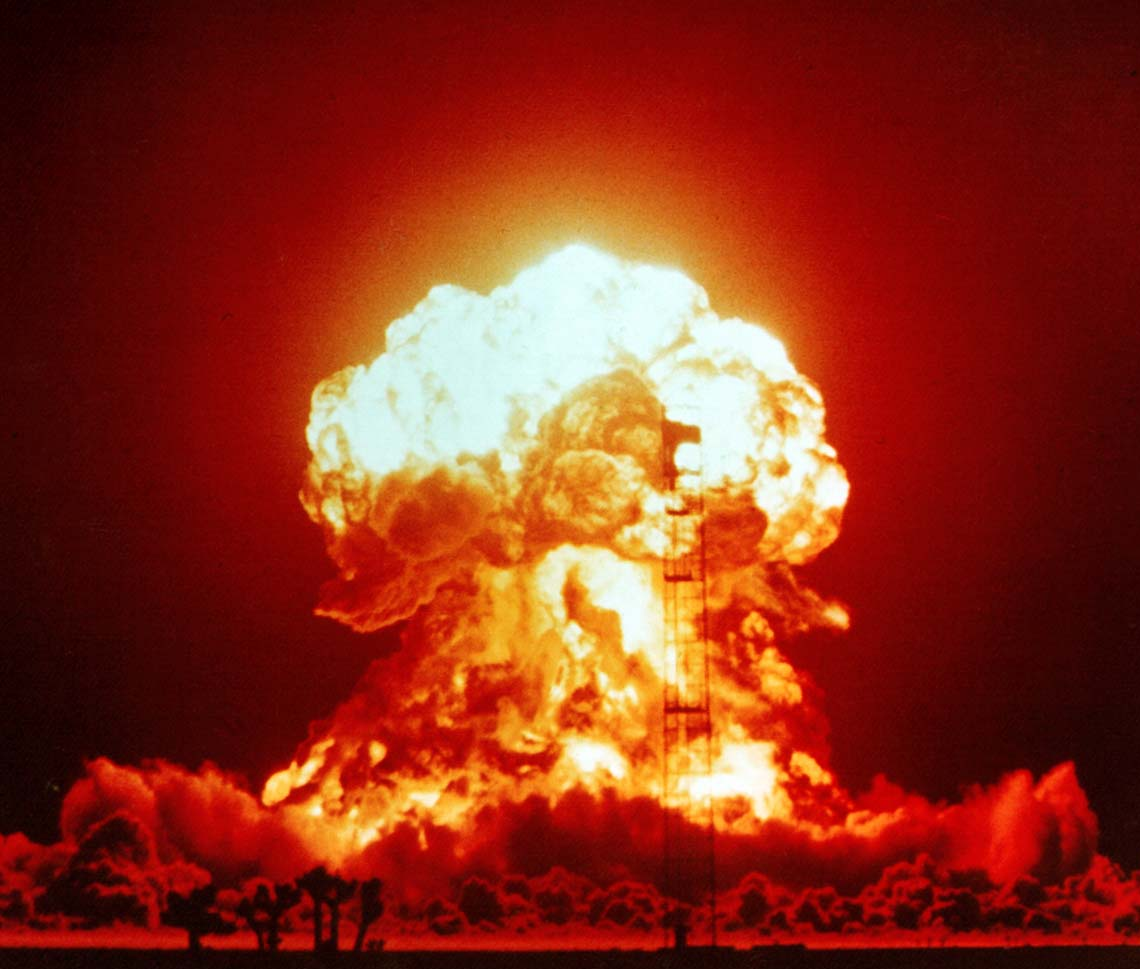
Test d'une bombe atomique américaine de 23 kilotonnes, Nuage atomique incandescent dans la nuit, 18 avril 1953.

Voici un extrait de la déclaration de paix de la ville de Nagasaki publiée le 9 août 2002 :
« Il y a 57 ans, jour pour jour, le 9 août 1945, la ville de Nagasaki fut soudainement transformée en un champ de ruines. Larguée depuis une altitude de 9 600 mètres, une seule bombe atomique explosa à 500 mètres au-dessus du sol, émettant des rayonnements de chaleur de plusieurs milliers de degrés Celsius et provoquant un souffle d'une force terrible, frappant la population civile (et notamment les femmes, les personnes âgées et les enfants) sans défense. Quelque 74 000 personnes furent tuées et 75 000 furent blessées. Depuis, les cas de cancer et de leucémie provoqués par les radiations ont fait de nombreuses autres victimes. Même plus d'un demi-siècle après, les survivants de la bombe atomique souffrent encore d'une anxiété constante quant à leur état de santé et se sentent traqués par la mort. »
Le département de l'Énergie des États-Unis (DOE) estime que 70 000 personnes ont été tuées instantanément à Hiroshima et 40 000 à Nagasaki. À peu près autant sont mortes ensuite de leurs blessures. Ainsi, cinq ans après l'explosion, le nombre total de décès est estimé à peut être 200 000 personnes à Hiroshima. Pour Nagasaki, le chiffre d'un total de 70 000 décès en janvier 1946 est avancé.
Plusieurs facteurs empêchent de fournir des statistiques fiables du nombre de victimes à ce jour, entre autres, le fait que nombre de victimes sont sorties d'elles-mêmes des statistiques officielles, telles ces Coréens rentrés en Corée après la guerre (10 % de l'ensemble des victimes étaient coréennes, selon les estimations japonaises).
De fait, en 2003, ces deux villes sont engagées dans deux combats : le premier, mis en avant, pour la paix ; le second, pour le soutien aux victimes, les hibakusha, n'a pas été relayé au niveau national.

### Vocabulaire
Des expressions et mots nouveaux sont apparus, en conséquence directe des explosions nucléaires :
- Hibakusha : victimes atomisées (littéralement « personnes ayant subi le bombardement »)
- Pikadon : synonyme de bombardement atomique (littéralement en japonais : éclair-explosion ; pika-don)
- Syndrome des atomisés : sens variable — synonyme de leucémie, ou de tout désordre mal identifié provoqué par l'irradiation
- Hiver nucléaire : abaissement hypothétique de la température du climat terrestre, à la suite d'une guerre nucléaire.

## Débuts de la recherche nucléaire
La littérature, notamment de science-fiction, exploite l'idée d'une bombe atomique ou son équivalent à partir des années 1910 . Les physiciens commencent à envisager l'emploi de l'énergie atomique dès les années 1920 (Otto Hahn et Lise Meitner) et les premières expériences (Enrico Fermi) ou équations annonciatrices (Ida Tacke) en la matière sont réalisées dans la première moitié des années 1930. Mais la possibilité de fabriquer une bombe atomique devient plus évidente après la première fission nucléaire réalisée en décembre 1938 à l'institut Kaiser Wilhelm de Berlin par Otto Hahn et son collaborateur Fritz Strassmann.
Dès lors, une course à la bombe commence en Allemagne avec le « projet Uranium » lancé en avril 1939, conduit notamment par Kurt Diebner, Walther Gerlach et Werner Heisenberg, mais aussi en France où des travaux sont effectués au Collège de France par Frédéric et Irène Joliot-Curie, Hans Halban et Lew Kowarski entre 1939 et 1940. Des communications sont alors faites et des brevets déposés , dont un décrit le principe de la bombe atomique . Une filière britannique (la commission MAUD) se développe également pendant la drôle de guerre et récupère les résultats de la filière française après la débâcle de la bataille de France en mai 1940, avant le lancement du « projet Manhattan » outre-Atlantique.
Finalement, les Allemands ne parviendront pas, malgré la construction de plusieurs piles atomiques expérimentales à Haigerloch en Allemagne, à mettre au point une bombe atomique comparable à la bombe américaine (Little Boy), même si l'historien allemand Rainer Karlsch soutient dans un livre paru en 2005 sous le titre allemand Hitlers Bombe (La Bombe de Hitler, 2007) qu'ils ont fait des essais de bombes équivalentes à des armes nucléaires tactiques entre octobre 1944 et mars 1945. Dans ce cadre, le physicien allemand Manfred von Ardenne participera au développement d'un séparateur électromagnétique destiné à enrichir l'uranium et dont un prototype a sans doute été fabriqué en 1943 au centre de lancement de la Luftwaffe de Bad Saarow.
Le Japon entreprit également un programme nucléaire mené par l’Institut de recherche physique et chimique du Japon (Riken) et construit pendant la Seconde Guerre mondiale à Hungnanm, en actuelle Corée du Nord, un réacteur. Les recherches visant à fabriquer une bombe nucléaire furent entamées mais les Japonais ne réussirent jamais à mettre sur pied la bombe. À la fin de la guerre, les Soviétiques démontèrent le réacteur et récupérèrent ainsi de précieuses informations sur la technologie de fission nucléaire.

## Projet Manhattan

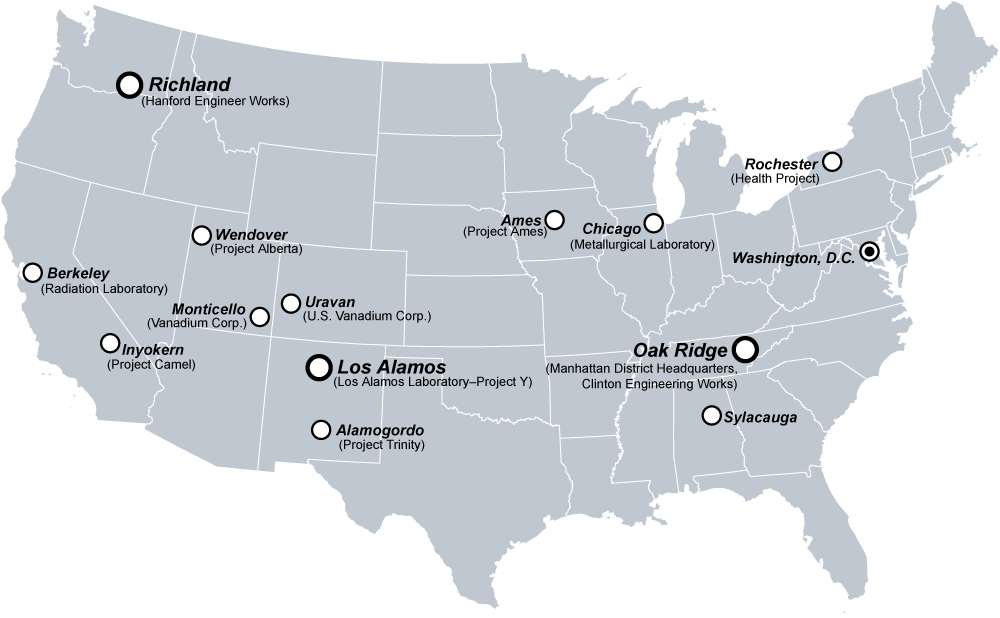
Carte des principaux sites du projet Manhattan

Mais c'est aux États-Unis que la bombe atomique sera mise au point et assemblée durant le projet Manhattan. Ce projet est mis sur pied à la suite d'une lettre signée par Albert Einstein (aux opinions pacifistes), adressée au président des États-Unis, Franklin Delano Roosevelt. Dans cette lettre (dite Lettre Einstein-Szilárd), datée du 2 août 1939, Einstein ainsi que d'autres physiciens expliquent à Roosevelt que l'Allemagne nazie effectue des recherches sur la fission nucléaire et ses applications possibles dans le domaine militaire, comme la création d'une bombe atomique. Einstein explique que cette bombe est capable de libérer une énergie si colossale qu'elle pourrait détruire une ville entière.
Le 14 août 1940, le Comité consultatif pour l'uranium, un organisme fédéral créé par Roosevelt, après avoir pris connaissance de la lettre, demande dans un mémorandum la création d'un projet de recherche sur le thème de la fission nucléaire et sur ses applications militaires. Une somme de 100 000 dollars est débloquée.
La première étape consiste en l'enrichissement de l'uranium naturel en uranium 235 fissile, c'est-à-dire que son atome peut se « casser » et produire une réaction de fission nucléaire. Durant cette étape de recherche, un second élément fissile est découvert, le plutonium.
Alors que jusque-là, le projet avait uniquement un but expérimental, avec pour objectif de valider la réalisation d'une bombe atomique, il est décidé en 1943, au vu des résultats, de passer au stade du développement. Le projet Manhattan vient de voir le jour.
Des milliers de chercheurs, mis au secret, vont développer cette arme. Plusieurs laboratoires sont construits un peu partout aux États-Unis, comme dans le Tennessee, à Washington et enfin le plus célèbre, le LANL de Los Alamos au Nouveau-Mexique en mars 1943.
Le laboratoire national de Los Alamos (LANL) est dirigé par le physicien Robert Oppenheimer, il sera entouré par une brillante équipe de physiciens, parmi lesquels quatre prix Nobel de physique (Niels Bohr, James Chadwick, Enrico Fermi et Isidor Isaac Rabi). Durant deux ans, ils vont surmonter un grand nombre de problèmes techniques, aidés par un budget de deux milliards de dollars. Ils développent les deux filières, uranium et plutonium en parallèle. Au début de juillet 1945, s'ils disposent de bombes opérationnelles dans chacune des filières, ils ont encore un doute sur la bombe au plutonium. Ils décident donc que le premier test portera sur cette technologie.
Le 16 juillet 1945, sur la base aérienne d'Alamogordo, la première bombe atomique, Gadget, explose lors d'un test baptisé Trinity. La petite histoire dit que Kenneth Bainbridge, le responsable des essais, glissa à l'oreille de Robert Oppenheimer, qui avait déclaré I am become Death, the Destroyer of Worlds (« Maintenant, je suis la Mort, le Destructeur des Mondes ») après l'explosion : Now we are all sons-of-bitches (« À partir de maintenant, nous sommes tous des fils de putes ») .

## Hiroshima et Nagasaki

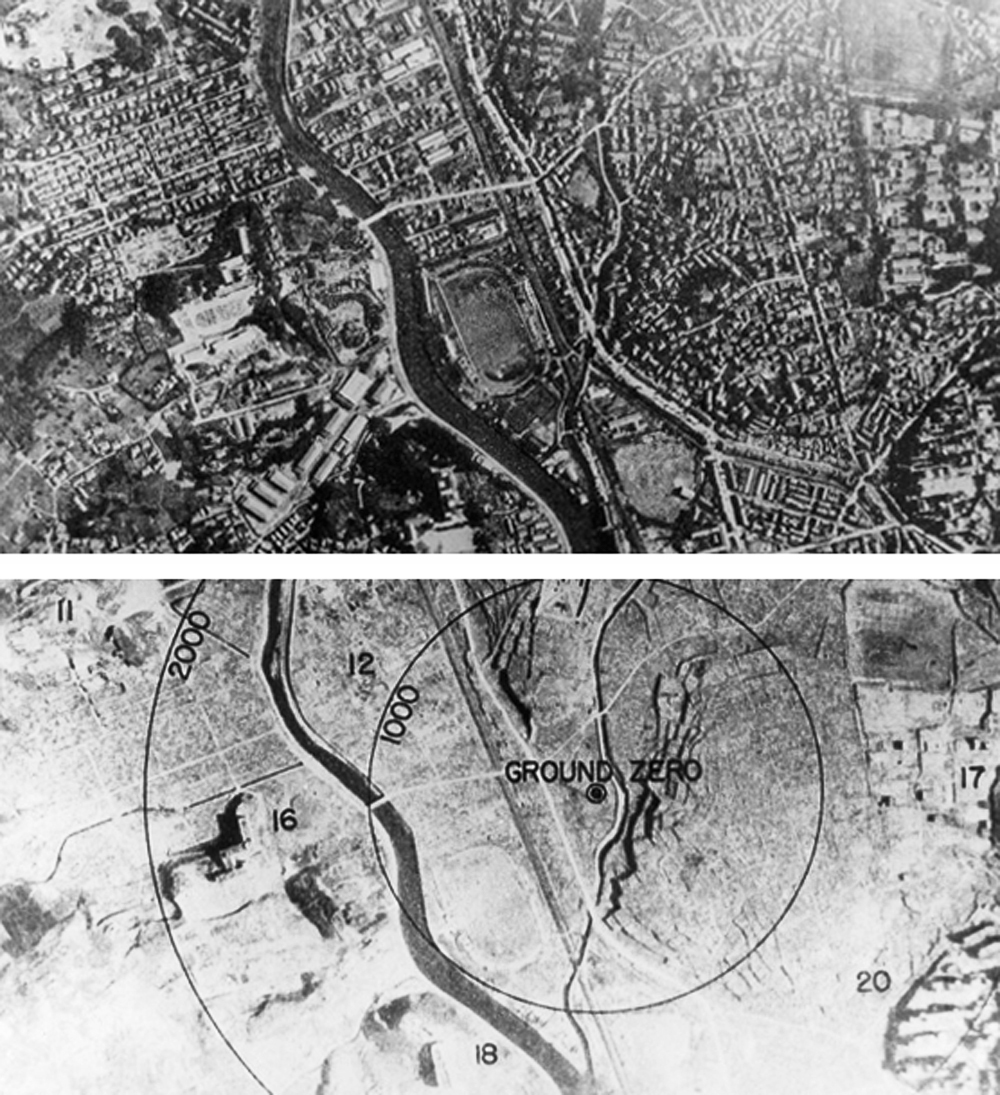
Vue aérienne de Nagasaki, avant et après l'explosion.

3 semaines après l'essai réussi Trinity, dans la matinée du 6 août 1945, le président Harry Truman, qui a succédé à Franklin Roosevelt décédé le 12 avril, donne l'ordre de larguer une bombe atomique sur un objectif civil, la ville d'Hiroshima, avec pour objectif de faire capituler le Japon.
Même aujourd'hui, les raisons de cette décision sont loin d'être parfaitement connues. Il faut en effet se rappeler que le projet Manhattan visait initialement l'Allemagne et non pas le Japon. L'explication officielle (celle, à l'origine, de Truman) soutient que la capitulation du Japon fut ainsi réalisée en évitant de lourdes pertes américaines, un débarquement sur les côtes japonaises ayant été évalué à plusieurs centaines de milliers de victimes au sein des forces américaines. Pour d'autres, c'est l'imminence de la déclaration de guerre de l'URSS au Japon prévue lors des accords de Yalta trois mois après la capitulation de l'Allemagne (soit au 8 août 1945), qui est le facteur déterminant ; avec leur nouvelle puissance nucléaire, les États-Unis pouvaient écourter la guerre et n'avaient plus besoin de composer avec un allié encombrant qui voulait en partager les profits (zones d'influence, bases militaires, etc.). Ce fut le point de vue d'Eisenhower pendant la guerre et, au début de la guerre froide, du prix Nobel de physique Patrick Blackett.
Cette bombe fut surnommée par l'armée américaine Little Boy (« Petit garçon »), du fait de sa petite taille, et Pikadon (« Lumière et bruit ») par les japonais. La bombe A à l'uranium enrichi (de type revolver) détona en expulsant une énergie équivalente à environ 15 kt de TNT. Il est difficile de connaître avec précision le nombre de personnes tuées par l'explosion. Le département de l'Énergie des États-Unis (DOE) estime quant à lui le nombre de personnes tuées instantanément à environ 70 000 et environ 200 000 personnes supplémentaires dans les cinq années qui ont suivi .
Le 9 août, trois jours plus tard, Truman donne l'ordre de larguer une seconde bombe, la ville de Kokura (actuellement Kitakyushu) étant la cible primaire. Mais celle-ci étant recouverte par des nuages, c'est Nagasaki, cible secondaire, qui est alors visée : lors d'une éclaircie, le bombardier confond les usines Mitsubishi sur les quais du port avec la cathédrale chrétienne. La bombe larguée, cette fois-ci, est au plutonium, a une puissance de 22 kt et est surnommée Fat Man (« Gros Bonhomme »). Tout comme pour Hiroshima, le nombre de décès est difficile à définir, le DOE estime qu'il y a eu environ 40 000 personnes tuées instantanément et 60 000 autres blessées. En janvier 1946, il était estimé qu'environ 70 000 personnes étaient décédées des conséquences de l'explosion et peut-être le double dans les cinq années suivantes .
Les deux bombes ont explosé à environ 500 mètres d'altitude afin de maximiser leurs effets.
Le 15 août, le Japon accepte la capitulation sans conditions, les actes de capitulation du Japon sont signés le 2 septembre 1945, à bord du cuirassé « Missouri », ce qui met fin à la Seconde Guerre mondiale (après la déclaration de guerre soviétique au Japon le 8 août 1945).

## Prolifération nucléaire

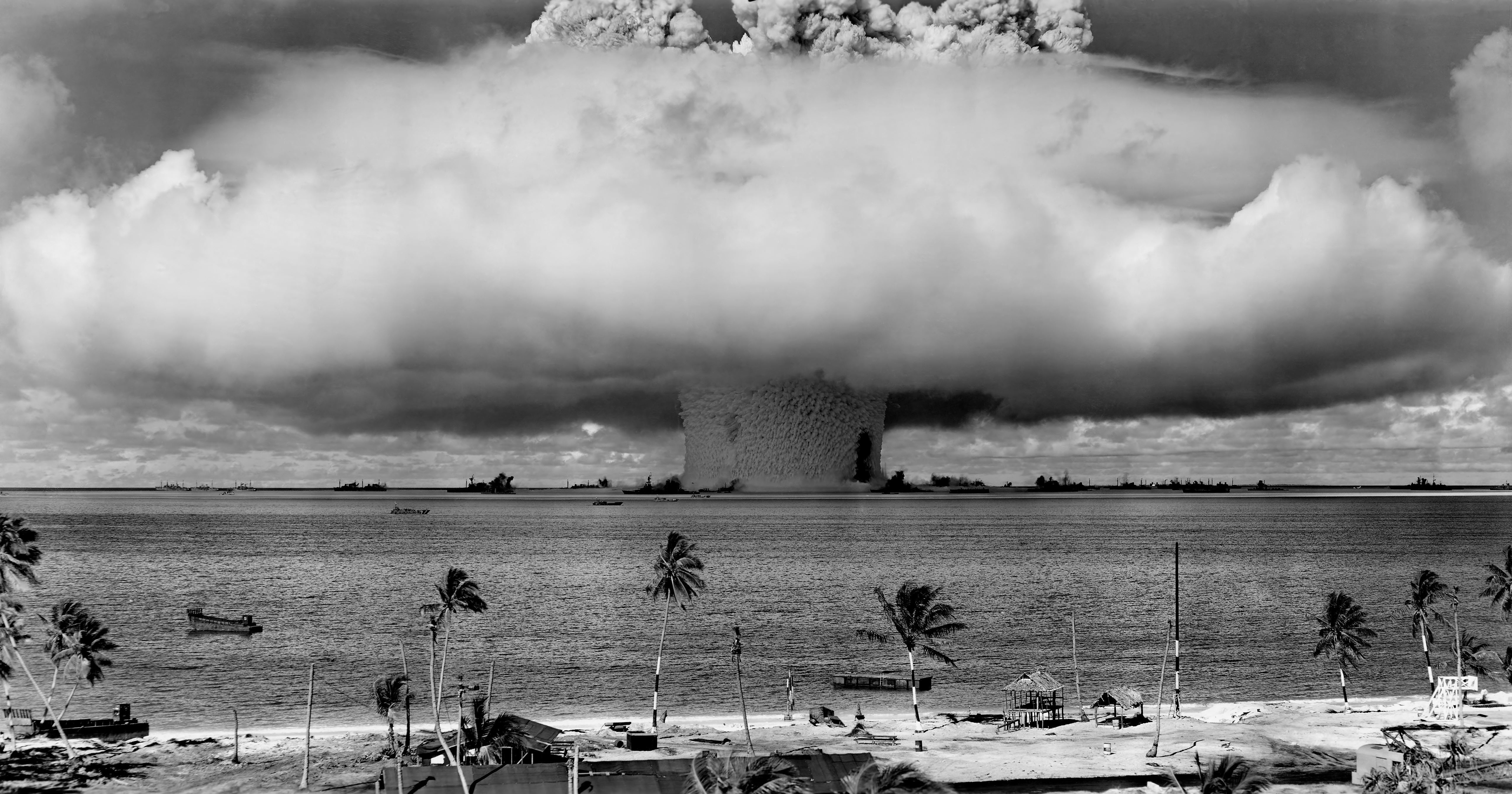
Le champignon de Baker, deuxième essai nucléaire sur l'atoll Bikini en Micronésie, par les États-Unis le 25 juillet 1946 (opération Crossroads).

La fin de la Seconde Guerre mondiale et la connaissance de la puissance destructrice de la bombe atomique ont poussé plusieurs gouvernements à vouloir acquérir, comme les États-Unis, l'arme nucléaire.
C'est ainsi que rapidement, l'Union soviétique a conçu une bombe A à l'institut panrusse de recherche scientifique en physique expérimentale, le RDS-1, et l'a testée le 29 août 1949. Elle est suivie le 3 octobre 1952 par le Royaume-Uni. Suivront ensuite les premières bombes A de la France en 1960 et la Chine en 1964.
Le 1er novembre 1952, les États-Unis déclenchent l'explosion de la première bombe H, une bombe cent fois plus puissante qu'une bombe A. Le premier essai soviétique de la bombe H a lieu le 12 août 1955 et le 15 mai 1957 pour le Royaume-Uni. 
Cette rapide prolifération nucléaire, avec les tentatives, parfois réussies, de nombreux pays comme l'Afrique du Sud ou Israël, a poussé les responsables politiques à limiter l'accession aux connaissances nécessaires pour réaliser une telle arme. C'est dans ce cadre que furent ratifiés des traités comme le Traité de non-prolifération nucléaire (TNP), en 1968.
En 1982, on estimait qu'il y avait environ 50 000 armes nucléaires dans le monde totalisant entre 12 000 et 14 000 mégatonnes soit l'équivalent de 3 tonnes de TNT par habitant (il y avait alors 4 milliards d'humains sur Terre).

## Dissuasion nucléaire
Durant la guerre froide, l'Union soviétique devient à son tour une puissance nucléaire dès 1949 et développe à marche forcée son arsenal nucléaire. Dès lors, un équilibre de la terreur s'installe entre les deux superpuissances, fondé sur la dissuasion nucléaire.
La dissuasion nucléaire consiste en la peur, dans les deux camps, de l'utilisation par l'autre de l'arme nucléaire. Si c'était le cas, l'agressé répliquerait avec les mêmes armes et, en raison de la puissance et des effets des armes nucléaires, chacun pourrait être totalement détruit ou au moins subir des dégâts très importants, si bien que les avantages d'être l'agresseur sont quasi nuls. La stabilité de cette configuration, où deux adversaires se dissuadent ainsi mutuellement, dépend avant tout de la capacité de l'agressé à frapper nucléairement l'autre après avoir subi une première frappe atomique. C'est ce que l'on appelle la capacité de seconde frappe, élément moteur de la course aux armements qui a opposé les deux superpuissances durant la guerre froide. 
Du fait de leur exceptionnel pouvoir létal en une seule frappe, les armes nucléaires apparaissent aujourd'hui avant tout être des armes de pression politique, même si l'emploi limité d'arme nucléaire de faible puissance en milieu confiné est parfois envisagé, par exemple aux États-Unis avec les mini-nuke, pour détruire des cibles-clés enterrées à grande profondeur. Cette primauté accordée à l'usage dissuasif de l'arme nucléaire n'est cependant pas universelle : celle-ci est apparue progressivement mais rapidement aux États-Unis, mais ne faisait pas partie du corpus doctrinal officiel de l'URSS. Toutefois la dissuasion mutuelle pesait sur les relations entre les deux pays, comme semblent en témoigner les résolutions « pacifiques » des crises qui ont ponctué la guerre froide.

## Réduction des arsenaux nucléaires

Malgré leurs accords de non-prolifération, le stock d'armement nucléaire des deux grands est resté très important

Les accords Strategic Arms Limitation Talks (SALT), signés par les États-Unis et l'Union soviétique en 1972 et 1979, fixaient aux armes stratégiques offensives des plafonds supérieurs aux niveaux que celles-ci avaient atteints : ils autorisaient donc leur développement, mais limité.
Les accords Strategic Arms Reduction Treaty (START), en 1991 et 1993, imposaient, eux, une véritable réduction des arsenaux des États-Unis et la fédération de Russie, de 13 000 ogives à 3 500 pour chacune des parties.
Signé en 2002, le Traité de réduction des arsenaux nucléaires stratégiques (SORT) entre ces deux pays prévoit que leurs arsenaux soient limités entre 1 700 et 2 200 ogives en 2012.

## Armes nucléaires et droit international humanitaire
Le droit international n'interdit pas spécifiquement et en toutes circonstances l'emploi des armes nucléaires. Pourtant, leur utilisation est contraire aux principes et règles du droit international humanitaire qui interdit l'emploi d'armes causant des pertes inutiles ou des souffrances excessives. Pour cette raison, le 8 juillet 1996 les 14 juges de la Cour internationale de justice ont conclu:
- à l'unanimité que : « Ni le droit international coutumier ni le droit international conventionnel n'autorisent spécifiquement la menace ou l'emploi d'armes nucléaires. »
- à onze voix contre trois: « la Cour ne peut cependant conclure de façon définitive que la menace ou l'emploi d'armes nucléaires serait licite ou illicite[12]. »

Au vu des caractéristiques uniques de l’arme nucléaire, le Comité international de la Croix-Rouge en appelle aux États pour que cette arme ne soit pas utilisée, quel que soit leur avis sur son caractère licite ou illicite, pour qu’ils prennent toute mesure adéquate afin de limiter le risque de prolifération et qu’ils poursuivent les négociations en vue de parvenir à une interdiction complète des armes nucléaires et à leur élimination.